# Карл Менкгофф
Карл Менкгофф (нім. Carl Menckhoff; 14 квітня 1883, Герфорд, Німецька імперія — 11 січня 1948, Базель, Швейцарія) — німецький льотчик-ас, оберлейтенант Прусської армії. Кавалер ордена Pour le Mérite.

## Біографія
Менкгофф проходив строкову службу в Прусській армії, але невдовзі з нею довелося розлучитися через апендицит. З початком Першої світової війни Карл вступив до піхотного полку № 106, де проявив себе вмілим солдатом. У 1914 році поранений, визнаний непридатним для подальшої служби в піхоті й переведений в авіацію. Після служби на Східному фронті в 1916 році став інструктором, а на початку 1917 року переведений у 3-ю винищувальун ескадрилью у званні віцефельдфебеля. Після перших 12 перемог Менкгофф був збитий 28 вересня 1917 року кимось із 56-ї ескадрильї і ще раз легко поранений на початку 1918 року.
11 лютого 1918 року прийняв командування над 72-ю винищувальною ескадрильєю. На той час ескадрилья мала на своєму рахунку 60 перемог за однієї втрати. Наступною втратою став сам Менкгофф, збитий і взятий у полон 25 липня 1918 року о 18:45 біля Шато-Тьєррі лейтенантом Волтером Ейвері з американської 95-ї розвідувальної ескадрильї. Він залишався в полоні в таборі Монтуа, поблизу Орлеана, до серпня 1919 року, поки йому не вдалося втекти до Швейцарії. Залишившись жити у Швейцарії, Карл Менкгофф став бізнесменом.
Всього за час бойових дій здобув 39 перемог.

## Нагороди
- Залізний хрест 2-го і 1-го класу (1914)
- Нагрудний знак військового пілота (Пруссія)
- Королівський орден дому Гогенцоллернів, лицарський хрест з мечами
- Pour le Mérite (23 квітня 1918)